# David Lebe
David Lebe em 2019
David Lebe (Manhattan, 1948) é um fotógrafo americano. É mais conhecido por suas imagens experimentais usando técnicas como câmeras pinhole, fotografias coloridas à mão, fotogramas e desenhos com luz. Muitas de suas fotografias exploram questões relacionadas à identidade gay, homoerotismo e convivência com a AIDS, ligando seu trabalho ao de contemporâneos como Robert Mapplethorpe, Peter Hujar e David Wojnarowicz. Embora seu estilo e abordagem o diferenciem desses contemporâneos, “Lebe é agora incontestavelmente parte da história dos artistas queer do século XX”.

## Infância e educação
Lebe nasceu em Manhattan e cresceu no centro da cidade, em Stuyvesant Town–Peter Cooper Village. Frequentou a progressista City and Country School e a High School of Music & Art, onde se formou em 1966. Aos quinze anos, já tinha desenvolvido um profundo interesse pela fotografia e visitava regularmente os museus e galerias de Nova Iorque, onde admirava o trabalho de fotógrafos como Dorothea Lange, Walker Evans e Robert Frank, entre outros, e desenvolveu um interesse duradouro pela fotografia de rua.
No outono de 1966, Lebe matriculou-se na Faculdade de Arte da Filadélfia (PCA), onde estudou fotografia com Ray K. Metzker, Barbara Blondeau e Tom Porett. Todos os três eram graduados pelo Instituto de Tecnologia de Illinois, Chicago, fundado por László Moholy-Nagy como sucessor da Bauhaus alemã, com uma forte tradição de experimentação. Foi na aula de Blondeau, em 1969–1970, que ele começou a experimentar câmeras pinhole, construindo seus próprios dispositivos com múltiplas aberturas que lhe permitiam registrar vistas panorâmicas do mesmo assunto a partir de vários ângulos. Sua tese de graduação, Form without Substance, consistia principalmente em imagens de alto contraste com fortes sombras pretas tiradas na Filadélfia e nos arredores de sua casa de infância em Manhattan. Essas primeiras experiências influenciaram sua abordagem à fotografia nas décadas seguintes, mesmo com a mudança de seus métodos e temas.

## Carreira artística
Após concluir seus estudos em 1970, Lebe retornou à Faculdade de Arte da Filadélfia (PCA) como instrutor em 1972. Ele continuaria lecionando na PCA (que se tornou a Universidade das Artes em 1985) até 1990. “Um experimentalista menos interessado em capturar o real do que em libertar suas imagens das restrições da realidade”, ele produziu vários trabalhos que exploram uma variedade de assuntos, muitas vezes utilizando técnicas fotográficas fundamentais e relativamente pouco tecnológicas de maneiras inovadoras. O curador Tom Beck observa que “a autobiografia é a chave para o trabalho [de Lebe], que mudou de tempos em tempos entre fotogramas, desenhos de luz e nus masculinos.”

### Fotografias pinhole
A experimentação de Lebe com fotografias pinhole, iniciada quando era estudante na Faculdade de Arte da Filadélfia (PCA), continuou até 1975. Suas primeiras câmeras tinham sete ou nove aberturas e podiam registrar imagens de 180 graus, mas exigiam acesso a uma câmara escura para trocar os rolos de filme entre cada foto. Por volta de 1972, ele adicionou uma câmera mais portátil com quatro aberturas, que lhe permitia fotografar em qualquer lugar. Trabalhando tanto em estúdio quanto ao ar livre, e colaborou com amigos e desconhecidos. “Ao abrir e fechar as aberturas em momentos diferentes, Lebe podia criar uma única impressão em forma de pergaminho de todo o evento, transformando-o em uma colagem onírica de interações sociais.” Essas imagens desafiam a noção da fotografia como “momento decisivo” ou registro de uma única visão fixa em um momento discreto no tempo. “A visão do mundo que as fotografias pinhole de Lebe oferecem, em última análise, não parece tão decisiva assim”, escreveu o poeta e crítico Jameson Fitzpatrick. “É, ao contrário, uma recusa em se contentar com uma versão definitiva de qualquer cena. Não há realidade, sugerem essas imagens, somente realidades paralelas.”

### Fotografias coloridas à mão
Embora Lebe às vezes fotografasse com filme colorido, ele estava insatisfeito com os resultados da impressão colorida e com a perda do controle da câmara escura sobre as imagens. Após encontrar um conjunto de coloração manual em uma loja de câmeras em Nova Iorque, ele começou a pintar à mão impressões em gelatina de prata, incluindo imagens pinhole e fotogramas, além de fotografias tradicionais. Em 1974–1975, criou uma série de imagens que chamou de Unphotographs, retratos fotográficos em preto e branco meticulosamente pintados à mão de si mesmo e de outras pessoas, muitas vezes escolhendo cores que não tinham nenhuma relação com os temas reais.

### Fotogramas
Em 1976, Lebe comprou uma casa geminada na Filadélfia com espaço para moradia, uma câmara escura e um estúdio. Começou a fazer fotogramas usando plantas coletadas em seu jardim na cobertura ou em viagens ao campo, ou à praia. Converteu essas impressões negativas em positivas, ocasionalmente adicionando um efeito Sabattier durante o processo de impressão. Algumas impressões ele deixou em preto e branco; para outras, ele coloriu à mão o negativo e/ou o positivo, um processo único que “transformou os fotogramas em abstrações pictóricas surreais”. Várias séries distintas surgiram dessa experimentação: Specimens, que apresenta plantas, ossos e outros objetos combinados para criar formas híbridas fantásticas; Garden Series, imagens focadas exclusivamente em material vegetal, muitas vezes dissecado e remontado para criar novas “espécies”; e Landscapes, que coloca essas formas híbridas em cenários pintados à mão (e muitas vezes sobrenaturais). Sobre essas imagens, Lebe disse: “Eu estava criando os jardins e paisagens que eu ansiava. Ao longo do caminho, outras ideias foram expressas.”

### Desenhos de luz
Os primeiros desenhos de luz de Lebe foram autorretratos feitos em seu pequeno apartamento em 1976. Usando uma câmera 35 mm em um tripé, ele contornou seu corpo nu com a lanterna elétrica, acrescentando outras linhas e rabiscos ao longo do caminho. Essa experiência inicial levou a outras, nas quais ele contornou pessoas e objetos, tanto em ambientes internos quanto externos, na paisagem urbana noturna. “Entrelaçando a arte da fotografia com a arte do desenho, o artista acariciava seus modelos com luz, esboçando seus rostos, membros e órgãos genitais e, às vezes, adicionando detalhes fictícios, como arcos luminosos tocando os corpos dos modelos”, escreveu Lev Feigin na Hyperallergic. “Demarcando os limites do desejo, a luz preserva os traços dos homens enquanto provoca uma sensação de toque.”
Assim como as fotografias pinhole anteriores, os desenhos de luz exigiam longos tempos de exposição, permitindo que Lebe saísse de trás da câmera e interagisse com seus modelos. Nesse sentido, suas imagens se tornaram registros de eventos, em vez de momentos congelados no tempo. “Em vez de ser um ‘momento decisivo’, a fotografia se tornou os vinte minutos decisivos”, lembrou ele em uma entrevista de 1993. “Isso se tornou a base para a maneira como continuo trabalhando.”
Lebe continuou a fazer desenhos com luz durante cerca de uma década, tornando-se cada vez mais hábil no controle e na manipulação das fontes de luz, que podiam incluir lanternas, luzes estroboscópicas e luz ambiente. Em 1987, após a morte de um amigo próximo devido à AIDS e pouco antes de seu próprio diagnóstico de HIV, ele começou a criar fotos abstratas e sem figuras, desenhadas à mão livre com uma lanterna. Chamando-as de Scribbles, Lebe fez várias dessas imagens, que muitas vezes luz emergindo de um vaso de vidro no meio de um espaço escuro. No início, ele achava que as fotos “eram frívolas e bobas, e que eu tinha realmente a responsabilidade de fazer um trabalho que tratasse da AIDS”. No entanto, ao compartilhá-las com outras pessoas, ele começou a vê-las como representações dos espíritos dos mortos e percebeu que elas eram, de fato, uma resposta à doença que assolava a comunidade gay. “As fotos eram realmente um desafio ao medo e à dor, uma espécie de celebração dos espíritos de tantos que haviam falecido.”

### As fotografias deScott
Em 1989, por meio de um amigo em comum, Lebe conheceu o astro de filmes adultos e autor Scott O'Hara, que pediu a Lebe para tirar fotos dele. Lebe fotografaria O'Hara quatro vezes entre então e a morte de O'Hara em 1998, em imagens nuas e muitas vezes eróticas que também documentam os efeitos da AIDS no corpo de O'Hara, bem como sua determinação em abraçar o prazer sexual como uma força positiva, apesar da doença.
O curador Peter Barberie observa que “essas imagens diferem da famosa exploração de Robert Mapplethorpe de temas semelhantes... por sua ênfase na sexualidade pessoal de O'Hara. Enquanto as fotografias de Mapplethorpe são frequentemente encenadas ou recortadas de forma explícita para objetivar partes do corpo e ações sexuais isoladas, as de Lebe tratam da presença plena de seu sujeito no mundo”. Para Lebe, as fotografias de Scott representam “uma recusa em desistir dos prazeres da vida” e “um triunfo do espírito sobre a AIDS”.

### Alimento para o pensamentoeRitual matinal
Em 1989, Lebe conheceu Jack Potter, um artista cerâmico e horticultor, e os dois rapidamente iniciaram um relacionamento que dura há três décadas. Ambos eram HIVs positivos quando se conheceram e desconfiavam dos tratamentos com um único medicamento que eram prescritos na época para combater a doença. Após fazerem um curso de culinária com a chef Christina Pirello, que na época ensinava macrobiótica, eles adotaram uma dieta macrobiótica por cerca de cinco anos e acabaram optando por uma dieta baseada em alimentos integrais de origem vegetal, que continuam mantendo até hoje. Em busca de um ambiente mais saudável e tranquilo, o casal mudou-se para a zona rural do condado de Columbia, em Nova Iorque, em 1993.
Em 1992, quando o casal fez a transição da cidade para o campo, Lebe começou a fazer fotografias de natureza-morta com os vegetais orgânicos que se tornaram seu alimento básico. Para esta série, que ele intitulou Food for Thought (Alimento para o pensamento), Lebe fotografou arranjos de daikon, raiz de lótus, abóbora, feijão, kombu selvagem e outros alimentos contra fundos pretos, às vezes adicionando espirais de luz ao redor deles. De certa forma, essa série reuniu seus fotogramas de plantas anteriores e os retratos desenhados com luz, com os vegetais substituindo os nus masculinos erotizados destes últimos.
Apesar de seus esforços para ter uma dieta e um estilo de vida saudáveis, Lebe e Potter começaram a declinar em meados da década de 1990. Em 1994, na série Morning Ritual (Ritual matinal), Lebe documentou o regime diário de cuidados pessoais de seu amante em pequenos retratos íntimos em preto e branco. “Apesar de seu conteúdo relativamente banal, as fotografias são pesadas com o peso da doença e o conhecimento não somente da própria mortalidade, mas também da de um ente querido”, escreveu Jameson Fitzpatrick na Art in America. “O impulso ansioso de documentar o cotidiano faz com que a série pareça tanto um ritual de luto antecipado quanto um ritual matinal.” Em Jack’s Garden (1996–1997), Lebe fez estudos detalhados dos jardins que Potter cultivava ao redor de sua residência, sem saber por quanto tempo ainda poderiam desfrutá-los.

### Trabalhos recentes
Em 1996, Lebe e Potter iniciaram uma terapia combinada com medicamentos, que se revelava muito bem-sucedida no prolongamento da vida de indivíduos seropositivos. Com um futuro prolongado, Lebe começou a explorar novas formas de fazer fotografias. Em 2004, já tinha abraçado totalmente a fotografia digital e continuava a tirar fotografias do jardim e do ambiente natural em torno da sua casa para a série On May Hill. Ele também começou a fazer novas impressões coloridas de fotografias antigas, incluindo suas primeiras impressões pinhole, que agora ele podia ampliar. Com as pinholes, ele realizou o sonho de vê-las da maneira como sempre imaginou que elas fossem. Em 2013, embarcou em uma série intitulada ShadowLife, na qual registra sombras e reflexos iluminados pela luz da manhã que entra pelas janelas de sua casa, continuando a explorar seu fascínio de longa data pelas sombras.
Lebe foi tema de uma exposição retrospectiva abrangente no Museu de Arte da Filadélfia, de fevereiro a maio de 2019, composta por 145 fotografias de 1969 até o presente, provenientes principalmente da extensa coleção de obras do artista do museu.

## Exposições individuais
- 2019. Long Light: Fotografias de David Lebe. Museu de Arte da Filadélfia.
- 2009. Flora: Seleções de 30 anos de trabalho. Galeria Sol Mednick, Universidade das Artes, Filadélfia.
- 1999. David Lebe. Galeria Carrie Haddad, Hudson, Nova Iorque.
- 1988. Imagens selecionadas. Galeria Janvier, Universidade de Delaware, Newark.
- 1988. Novos trabalhos. Galeria McNeill, Filadélfia.
- 1988. Desenhos de luz, nus e fotogramas. Galeria Catherine Edelman, Chicago.
- 1987. Galeria XYZ, Ghent, Bélgica.
- 1986. Fantasia da verdade: fotografias de David Lebe. Biblioteca e Galeria Albin O. Kuhn, Universidade de Maryland, Condado de Baltimore.
- 1985. Galeria Mednick, Faculdade de Arte da Filadélfia, Filadélfia.
- 1985. Galeria Vanguard, Filadélfia.
- 1985. Centro de Belas Artes Schacht, Faculdade Russell Sage, Troy, Nova Iorque.
- 1985. Desenhos de luz e fotogramas pintados. Galeria Marcuse Pfeifer, Nova Iorque.
- 1982. Desenhos de luz e fotogramas pintados. Galeria Paul Cava, Filadélfia.
- 1977. The Print Club, Filadélfia.
- 1973. Galeria The Greenhouse, Millbrook, Nova Iorque.

## Exposições coletivas selecionadas
- 2019. Fotografia após Stonewall. Nova Iorque: Soho Photo Gallery.
- 2014. Poética da Luz: Fotografia Contemporânea com Câmera Estenopeica; Seleções da Coleção de Recursos Estenopeicos. Museu de História do Novo México, Santa Fé.
- 2012. O que eu estava pensando: 25º aniversário. Galeria Catherine Edelman, Chicago.
- 2010. Coisas comuns. Fotografias de Carrie Haddad, Hudson, Nova Iorque.
- 2009–2010. Terreno comum: Oito fotógrafos da Filadélfia nas décadas de 1960 e 1970: Will Brown, Emmet Gowin, Catherine Jansen, William Larson, David Lebe, Sol Mednick, Ray K. Metzker, Carol Taback. Museu de Arte da Filadélfia.
- 2009. Afterglow: Quatro Fotógrafos e a Luz Manual; David Lebe, Robert Flynt, Warren Neidrich e Gary Schneider. Carrie Haddad Photographs, Hudson, NY.
- 2009. Paradoxos do Modernismo. Albin O. Kuhn Library Gallery, Baltimore.
- 2005. O Jardim Prateado. Museu de Arte da Filadélfia.
- 2002. Lightstruck. Emerge Gallery, Greenville, NC.
- 2000. Nudes masculinos. Galeria Carrie Haddad, Hudson, NY.
- 1998. O corpo em questão. Wessel + O’Connor Fine Art, Nova Iorque.
- 1995. O nu: além do estúdio. Aliança de Arte da Filadélfia.
- 1994. David Lebe, Jock Sturges, Susan Fenton, Anne McDonald. Galeria Paul Cava, Filadélfia.
- 1995. Scott O’Hara: Retratos, Nus e Imagens de Pênis Eretos. Mark I. Chester Studio, São Francisco.
- 1995. Vá Entender. Galeria Paul Cava, Filadélfia.
- 1993. Flora Photographica. Galeria de Arte de Vancouver; Biblioteca Pública de Nova Iorque; Museu Real de Ontário, Toronto; Museu de Belas Artes de Montreal.
- 1993. Fotografias de uma coleção particular. Hopkins House Gallery, Haddon Township, NJ.
- 1993. O Olhar Alternativo. Alleghenies Museum of Art, Loretto, PA.
- 1991. Sexart. Mark I. Chester's Folsom Gallery, São Francisco.
- 1991. A Figura Exposta: 4 Fotógrafos. Galeria Paul Cava, Filadélfia.
- 1990–1991. Seleções da Coleção Graham e Susan Nash. Museu de Arte do Condado de Los Angeles.
- 1990. Sonho de uma Noite de Verão. Artspace, Centro de Artes John Michael Kohler, Sheboygan, WI.
- 1990. Pessoal/Político: Sexualidade Auto-definida. Escola do Instituto de Arte de Chicago.
- 1990. Artistas Contemporâneos da Filadélfia. Museu de Arte da Filadélfia.
- 1990. Identidades: Retratos na Fotografia Contemporânea. Aliança de Arte da Filadélfia.
- 1990. Novos Rumos na Fotografia: Sue Abramson, Norinne Betjemann, Susan Fenton, David Lebe. Museu Estadual da Pensilvânia, Harrisburg.
- 1989. Estratégias Fictícias. Galeria Squibb, Princeton, NJ.
- 1989. Escolhas Difíceis e Recompensas Justas. Galeria Levy, Moore College of Art and Design, Filadélfia; Museu de Arte de Johnstown, Johnstown, PA; Museu de Arte Blair, Hollidaysburg, PA.
- 1989. Identificação positiva. Museu de Arte Southern Alleghenies, Loretto, PA.
- 1989. Luz noturna: fotografia noturna do século XX. Museu de Arte Nelson-Atkins, Kansas City, MO (mais 10 museus regionais).
- 1988–1989. Through a Pinhole Darkly. Museu de Belas Artes de Long Island, Hempstead, Nova Iorque; Museu de Belas Artes de Roanoke, Roanoke, Virgínia; De Nieuwe Kerk, Amesterdã, Países Baixos; Centre Photographique d’Ile-de-France, Paris.
- 1988. Hothouse. Centro de Artes John Michael Kohler, Sheboygan, Wisconsin.
- 1986. Poetic Injury: The Surrealist Legacy in Post Modern Photography. Museu Alternativo, Nova Iorque.
- 1986. Stalking the Light. Museu Noyes, Oceanville, NJ.
- 1986–1987. Philadelphia Photographers International. Cigna Corporation, Filadélfia, PA; Biblioteca Pública da Filadélfia; Faculdade de Belas Artes de Tianjin, Tianjin, República Popular da China.
- 1987. A fotografia alterada à mão. Museu Histórico Panhandle-Plains, Canyon, Texas.
- 1985–1986. O pinhole visionário. Galeria de Imagens, Cincinnati; Galeria de Belas Artes da Universidade Estadual de Ohio, Columbus.
- 1985–1986. Artistas pelo orgulho. Força-Tarefa de Lésbicas e Gays da Filadélfia.
- 1985. Novos artistas, novas obras. Galeria Marianne Deson, Chicago.
- 1985. Fotogramas. Centro de Artes John Michael Kohler, Sheboygan, WI.
- 1984. Lebe, Phillips, Salzmann, Young: Fotografias da Figura. Galeria de Arte Schmucker, Gettysburg College, Gettysburg, PA.
- 1984. Fotografias Pintadas. Galeria Marcuse Pfeifer, Nova Iorque.
- 1984. Fotografia Colorida à Mão. Galeria Jayne H. Baum, Nova Iorque.
- 1984. Fotógrafos Contemporâneos da Filadélfia. Academia de Belas Artes da Pensilvânia, Filadélfia.
- 1984. Fotografia Radical. Galeria Nexus, Atlanta.
- 1983. Nus! Galeria Marcuse Pfeifer, Nova Iorque.
- 1983–1984. Fotografia sem Lentes. Instituto Franklin, Filadélfia; Galeria IBM, Nova Iorque.
- 1983. Câmera artesanal: imagens contemporâneas. Escola de Arte Tyler, Universidade Temple, Elkins Park, PA.
- 1981. Galeria Daniel Wolf, Nova Iorque.
- 1980. Feito na Filadélfia 5. Instituto de Arte Contemporânea, Universidade da Pensilvânia, Filadélfia.
- 1976. A fotografia colorida à mão. Galeria da Faculdade de Arte da Filadélfia.
- 1975. Sete fotógrafos, setenta e cinco. Galeria Hahn, Filadélfia.

## Coleções selecionadas
- Biblioteca e Galeria Albin O. Kuhn, Universidade de Maryland, Condado de Baltimore
- Museu de Arte de Allentown, Allentown, PA
- Primeiro Banco Nacional de Chicago
- FIUWAC – Coleção Internacional Gratuita de Arte Mundial da Universidade, Amsterdã
- Haverford College, Haverford, PA
- Museu J. Paul Getty, Malibu, CA
- Museu Leslie Lohman de Arte Gay e Lésbica, Nova Iorque
- Henry S. McNeil Jr., Nova Iorque
- Coleção Miller-Plummer, Filadélfia
- Museu de Belas Artes, Houston
- Graham e Susan Nash
- Museu de Arte Nelson-Atkins, Coleção Fotográfica Hallmark, Kansas City, Missouri
- Museu de História do Novo México, Santa Fé
- Museu de Arte da Filadélfia (coleção principal)
- Centro de Convenções da Pensilvânia, Filadélfia

## Publicações selecionadas

### Monografias
- Peter Barberie. Long Light: Fotografias de David Lebe. Filadélfia: Museu de Arte da Filadélfia; New Haven: Yale University Press, 2019.
- Eric Renner, ed. David Lebe: Fotografias panorâmicas com câmera pinhole, 1969–1975. Edição especial, Pinhole Journal 10, n.º 2 (agosto de 1994).
- Tom Beck. Truth Fantasy: David Lebe Photographs. Catálogo da exposição. Baltimore: Biblioteca e Galeria Albin O. Kuhn, Universidade de Maryland, Condado de Baltimore, 1986.

### Livros e catálogos
- Bill Travis e Larry Davis, eds. Photography after Stonewall. Nova York: Soho Photo Gallery, 2019.
- Robert Hirsch. Transformational Imagemaking: Handmade Photography Since 1960. Nova York: Focal Press, 2014.
- Eric Renner e Nancy Spencer. Poetics of Light: Contemporary Pinhole Photography; Selections from the Pinhole Resource Collection, New Mexico History Museum, Santa Fé. Santa Fé: Museum of New Mexico Press, 2014.
- Steve Crist, ed. O Livro Polaroid: Seleções da Coleção Polaroid de Fotografia. Colônia: Taschen, 2005.
- David Steinberg, ed. Foto Sexo. São Francisco: Down There Press, 2003.
- David Leddick. O Nu Masculino Agora. Nova Iorque: Universe/Rizzoli, 2001.
- William A. Ewing. Amor e desejo: trabalhos fotográficos. São Francisco: Chronicle, 1999.
- Eric Renner. Fotografia pinhole. Newton, MA: Focal Press, 1995.
- Allen Ellenzweig. A fotografia homoerótica: imagens masculinas de Durieu/Delacroix a Mapplethorpe. Nova Iorque: Columbia University Press, 1992.
- William A. Ewing. Flora Photographica. Londres: Thames & Hudson, 1991.
- Emmanuel Cooper. Fully Exposed: The Male Nude in Photography. Londres: Unwin Hyman, 1990.
- Peter Hay Halpert. Identities: Portraiture in Contemporary Photography. Catálogo da exposição. Filadélfia: The Alliance, 1990.
- Robert Hirsch. Photographic Possibilities. Newton, MA: Focal Press, 1990.
- Philadelphia Museum of Art. Contemporary Philadelphia Artists. Catálogo da exposição. Filadélfia: The Museum, 1990.
- Keith F. Davis. Night Light: A Survey of 20th Century Night Photography. Catálogo da exposição. Hallmark Photographic Collection, Nelson-Atkins Museum, Kansas City, MO, além de outros 10 museus. Kansas City, MO: Hallmark, 1989.
- Lucille Tortora et al. Através de um orifício escuro. Catálogo da exposição. Hempstead, Nova York: Museu de Belas Artes de Long Island, 1988.
- G. Roger Denson, Rosalind Krauss e Suzan Boettger. Lesão poética. Catálogo da exposição. Nova Iorque: The Alternative Museum, 1987.
- Lauren Smith. The Visionary Pinhole. Salt Lake City, UT: Gibbs M. Smith, 1985.
- Eric D. Bookhardt. Radical Photography: The Bizarre Image. Catálogo da exposição. Atlanta: Nexus Press, 1984.
- Paula Marincola. Made in Philadelphia 5. Catálogo da exposição. Filadélfia: Instituto de Arte Contemporânea, Universidade da Pensilvânia, 1980.
- Paula Marincola, ed. The Hand Colored Photograph. Catálogo da exposição. Filadélfia, PA: Faculdade de Arte da Filadélfia, 1979.
- David Lebe, Joan S. Redmond e Ron Walker, eds. Barbara Blondeau, 1938–1974. Rochester, Nova York: Visual Studies Workshop, 1976.

### Artigos, resenhas e entrevistas
- Richard B. Woodward. “David Lebe, Long Light.” Collector Daily[14]
- Matthew Leifheit. “Let Us Now Praise David Lebe.” Aperture[15]
- Jameson Fitzpatrick. “The Body Made Light.” Art in America[16]
- Lev Feigin. “A Photographer’s Infinite Infinitude.” Hyperallergic[17]
- Suzi Nash. “David Lebe: Picture Perfect Exhibition at PMA.” Philadelphia Gay News[18]
- “David Lebe's Remarkable Experimental Photography.” Juxtapoz, 14 de março de 2019
- Christopher Harrity. “17 Experimental Photos by Philadelphia Artist David Lebe.” The Advocate[19]
- Elizabeth Otto. Revisão de Transformational Imagemaking: Handmade Photography since 1960 por Robert Hirsch. History of Photography 39, no. 2[20]
- Richard Kagan. “An Interview with David Lebe.” The Photo Review 18, no. 2 (primavera de 1995).